# Michael Longhurst
Michael Longhurst (Bromley, 1981) è un regista teatrale e direttore artistico britannico.

## Biografia
Longhurst si è laureato in filosofia alla Nottingham University nel 2002, per poi studiare regia teatrale alla Mountview Academy of Theatre Arts di Londra. Dopo aver curato alcune produzioni a Nottingham, Edimburgo e all'Arcola Theatre di Londra, nel 2008 ha ottenuto un primo importante successo con il dramma Dirty Butterfly al Young Vic. Nel 2012 riconfermò il successo dirigendo il dramma Constellations prima al Royal Court Theatre di Londra con Sally Hawkins e poi a Broadway con Jake Gyllenhaal nel 2015. Longhurst aveva precedentemente lavorato a Broadway con Gyllenhaal nel 2012, quando la sua produzione di If There Is I Haven't Found It Yet segnò il debutto a Broadway di entrambi gli artisti.
Nel 2014 Longhurst cominciò a portare in scena anche drammi rinascimentali, a partire da un'apprezzata produzione di Peccato che sia una sgualdrina in scena alla Sam Wanamaker Playhouse del Globe Theatre. Nel 2016 diresse un allestimento de Il racconto d'inverno di Shakespeare, sempre al Globe. Sempre nel 2016 curò la regia di un acclamato revival dell'Amadeus di Peter Shaffer al National Theatre, che ottenne plausi di critica e pubblico tanto da essere riproposto sulle scene anche nella stagione successiva. Nel 2018 ha diretto il suo primo musical, Caroline, or Change, in scena prima all'Hampstead Theatre e poi al Playhouse Theatre del West End londinese; ancora una volta il successo dell'allestimento fu confermato dalla recensioni positive e da una candidatura al Laurence Olivier Award al miglior revival di un musical. Nel marzo 2019 viene nominato direttore artistico della Donmar Warehouse, seguendo Josie Rourke nel ruolo. Nel 2021 il suo revival di Caroline, or Change è stato messo in scena anche a Broadway, mentre nel 2022 è stato nuovamente candidato al Laurence Olivier Award per il suo revival di Constellations.
Dichiaratamente omosessuale, è impegnato in una relazione con Des Kennedy.